# Boholuby
Boholuby (ukr. Боголюби) – wieś na Ukrainie, w obwodzie wołyńskim, w rejonie łuckim.